# 示劍
示劍（Shechem /ˈʃɛkəm/；Sichem /ˈsɪkəm/；希伯來語：שְׁכֶם / שְׁכָם, 現代希伯來語 Š(ə)ḫem 提比里安發音 Šəḵem，意為「肩膀」）天主教思高聖經譯舍根，是阿瑪爾奈文書中提及的一座迦南城市，在希伯來聖經中是一座瑪拿西以色列人的城市，是以色列王國最初的首都。傳統上與納布盧斯相連。

## 地理位置
聖經中說示劍位於伯特利和示羅北部，位於耶路撒冷前往北部地區的大路上（士师记 21:19），距離密米他（约书亚记 17:7）和多坍（创世纪 37:12-17）不遠，位於基利心山山腳，曾屬於以法蓮支派（约书亚记 20:7; 21:21; 列王纪上 12:25; 历代志上 6:67; 7:28）。弗拉维奥·约瑟夫斯認為此城市位於以巴路山和基利心山之間。在教父著作中總被當做或定位為緊鄰納布盧斯。

## 外部連結
- 本條目包含已處於公共領域的Herbermann, Charles (编). . . Robert Appleton Company. 1913.
- Full archaeological and Biblical discussion of Shechem （页面存档备份，存于）
- Guide to the Jewish Communities around Shechem
- Jewish Encyclopedia: （页面存档备份，存于） Shechem
- Shechem （页面存档备份，存于） Why was the city of Shechem an important archaeological find?